# 20기 KBS 바둑왕전
20기 KBS 바둑왕전은 한국방송공사의 TV 속기전이 참가한 국내 바둑 기전이다. 결승에서는 이창호 九단이 전직 은퇴한 前 이세돌 三단을 2대 0로 꺾고 완봉승으로 우승하며 통산 5회 우승을 차지했다.

## 기전 방식
- 전기 본선 5명 시드 부여
- 승자 2회전 이상 패자시 패자부활전 기회

## 대국 규정
- 제한시간 : 각자 5분, 매수 30초 초읽기 5회
- 덤 : 6집반

## 출전 기사 명단
- 본선 시드 : 목진석 五단(19기 우승자,금기 3위), 이창호 九단(19기 준우승자,금기 우승자), 이상훈(大) 六단(19기 3위), 박지은 三단, 유창혁 九단
- 예선 통과자 : 前 이세돌 三단(금기 준우승자), 안영길 四단, 서능욱 九단, 양재호 九단, (故)임창식 七단, 최명훈 七단, 나종훈 四단, 이상훈(小) 三단, 안조영 六단, 백대현 四단, 조한승 四단, 이성재 六단, 이재웅 二단, 한철균 六단, 김영환 六단 ,김승준 七단, 안달훈 三단, 서봉수 九단

## 대진표

### 승자조,패자조
| 김영환 六단      | 김영환 六단 | 이상훈 (大) 六단 | 이상훈(小) 三단 | 이세돌 三단 | 이세돌 三단 | 이세돌 三단 | 이세돌 三단 | 이창호 九단 (2:0) |
| 김승준 七단      | 김영환 六단 | 이상훈 (大) 六단 | 이상훈(小) 三단 | 이세돌 三단 | 이세돌 三단 | 이세돌 三단 | 이세돌 三단 | 이창호 九단 (2:0) |
| 이상훈 (大) 六단 |             | 이상훈 (大) 六단 | 이상훈(小) 三단 | 이세돌 三단 | 이세돌 三단 | 이세돌 三단 | 이세돌 三단 | 이창호 九단 (2:0) |
| 안영길 四단      | 안영길 四단 | 이상훈(小) 三단  | 이상훈(小) 三단 | 이세돌 三단 | 이세돌 三단 | 이세돌 三단 | 이세돌 三단 | 이창호 九단 (2:0) |
| 윤성현 七단      | 안영길 四단 | 이상훈(小) 三단  | 이상훈(小) 三단 | 이세돌 三단 | 이세돌 三단 | 이세돌 三단 | 이세돌 三단 | 이창호 九단 (2:0) |
| 이상훈(小) 三단  |             | 이상훈(小) 三단  | 이상훈(小) 三단 | 이세돌 三단 | 이세돌 三단 | 이세돌 三단 | 이세돌 三단 | 이창호 九단 (2:0) |
| 양재호 九단      | 최명훈 七단 | 이세돌 三단      | 이세돌 三단     | 이세돌 三단 | 이세돌 三단 | 이세돌 三단 | 이세돌 三단 | 이창호 九단 (2:0) |
| 최명훈 七단      | 최명훈 七단 | 이세돌 三단      | 이세돌 三단     | 이세돌 三단 | 이세돌 三단 | 이세돌 三단 | 이세돌 三단 | 이창호 九단 (2:0) |
| 이세돌 三단      |             | 이세돌 三단      | 이세돌 三단     | 이세돌 三단 | 이세돌 三단 | 이세돌 三단 | 이세돌 三단 | 이창호 九단 (2:0) |
| 안조영 六단      | 안조영 六단 | 안조영 六단      | 이세돌 三단     | 이세돌 三단 | 이세돌 三단 | 이세돌 三단 | 이세돌 三단 | 이창호 九단 (2:0) |
| (故)임창식 七단  | 안조영 六단 | 안조영 六단      | 이세돌 三단     | 이세돌 三단 | 이세돌 三단 | 이세돌 三단 | 이세돌 三단 | 이창호 九단 (2:0) |
| 유창혁 九단      |             | 안조영 六단      | 이세돌 三단     | 이세돌 三단 | 이세돌 三단 | 이세돌 三단 | 이세돌 三단 | 이창호 九단 (2:0) |
| 나종훈 四단      | 이성재 六단 | 이창호 九단      | 이창호 九단     | 이창호 九단 | 이세돌 三단 | 이세돌 三단 | 이세돌 三단 | 이창호 九단 (2:0) |
| 이성재 六단      | 이성재 六단 | 이창호 九단      | 이창호 九단     | 이창호 九단 | 이세돌 三단 | 이세돌 三단 | 이세돌 三단 | 이창호 九단 (2:0) |
| 이창호 九단      |             | 이창호 九단      | 이창호 九단     | 이창호 九단 | 이세돌 三단 | 이세돌 三단 | 이세돌 三단 | 이창호 九단 (2:0) |
| 백대현 四단      | 백대현 四단 | 백대현 四단      | 이창호 九단     | 이창호 九단 | 이세돌 三단 | 이세돌 三단 | 이세돌 三단 | 이창호 九단 (2:0) |
| 서봉수 九단      | 백대현 四단 | 백대현 四단      | 이창호 九단     | 이창호 九단 | 이세돌 三단 | 이세돌 三단 | 이세돌 三단 | 이창호 九단 (2:0) |
| 조한승 五단      |             | 백대현 四단      | 이창호 九단     | 이창호 九단 | 이세돌 三단 | 이세돌 三단 | 이세돌 三단 | 이창호 九단 (2:0) |
| 안달훈 四단      | 서능욱 九단 | 서능욱 九단      | 서능욱 九단     | 이창호 九단 | 이세돌 三단 | 이세돌 三단 | 이세돌 三단 | 이창호 九단 (2:0) |
| 서능욱 九단      | 서능욱 九단 | 서능욱 九단      | 서능욱 九단     | 이창호 九단 | 이세돌 三단 | 이세돌 三단 | 이세돌 三단 | 이창호 九단 (2:0) |
| 목진석 六단      |             | 서능욱 九단      | 서능욱 九단     | 이창호 九단 | 이세돌 三단 | 이세돌 三단 | 이세돌 三단 | 이창호 九단 (2:0) |
| 이재웅 初단      | 이재웅 初단 | 이재웅 初단      | 서능욱 九단     | 이창호 九단 | 이세돌 三단 | 이세돌 三단 | 이세돌 三단 | 이창호 九단 (2:0) |
| 한철균 六단      | 이재웅 初단 | 이재웅 初단      | 서능욱 九단     | 이창호 九단 | 이세돌 三단 | 이세돌 三단 | 이세돌 三단 | 이창호 九단 (2:0) |
| 박지은 三단      |             | 이재웅 初단      | 서능욱 九단     | 이창호 九단 | 이세돌 三단 | 이세돌 三단 | 이세돌 三단 | 이창호 九단 (2:0) |
| 패자조           |             |                  |                 |             |             |             |             | 이창호 九단 (2:0) |
| 패자 1회전       | 패자 1회전  | 패자 2회전       | 패자 3회전      | 패자 4회전  | 패자 준결승 | 패자 결승   |             | 이창호 九단 (2:0) |
| 김영환 六단      | 김영환 六단 | 안조영 六단      | 목진석 六단     | 목진석 六단 | 목진석 五단 | 목진석 五단 |             | 이창호 九단 (2:0) |
| 박지은 三단      | 김영환 六단 | 안조영 六단      | 목진석 六단     | 목진석 六단 | 목진석 五단 | 목진석 五단 |             | 이창호 九단 (2:0) |
| 안조영 六단      |             | 안조영 六단      | 목진석 六단     | 목진석 六단 | 목진석 五단 | 목진석 五단 |             | 이창호 九단 (2:0) |
| 안영길 四단      | 목진석 六단 | 목진석 六단      | 목진석 六단     | 목진석 六단 | 목진석 五단 | 목진석 五단 |             | 이창호 九단 (2:0) |
| 목진석 六단      | 목진석 六단 | 목진석 六단      | 목진석 六단     | 목진석 六단 | 목진석 五단 | 목진석 五단 |             | 이창호 九단 (2:0) |
| 백대현 四단      |             | 목진석 六단      | 목진석 六단     | 목진석 六단 | 목진석 五단 | 목진석 五단 |             | 이창호 九단 (2:0) |
| 이상훈(小) 三단  |             |                  |                 | 목진석 六단 | 목진석 五단 | 목진석 五단 |             | 이창호 九단 (2:0) |
| 최명훈 八단      | 조한승 五단 | 조한승 五단      | 유창혁 九단     | 서능욱 九단 | 목진석 五단 | 목진석 五단 |             | 이창호 九단 (2:0) |
| 조한승 五단      | 조한승 五단 | 조한승 五단      | 유창혁 九단     | 서능욱 九단 | 목진석 五단 | 목진석 五단 |             | 이창호 九단 (2:0) |
| 이재웅 初단      |             | 조한승 五단      | 유창혁 九단     | 서능욱 九단 | 목진석 五단 | 목진석 五단 |             | 이창호 九단 (2:0) |
| 유창혁 九단      | 유창혁 九단 | 유창혁 九단      | 유창혁 九단     | 서능욱 九단 | 목진석 五단 | 목진석 五단 |             | 이창호 九단 (2:0) |
| 이성재 六단      | 유창혁 九단 | 유창혁 九단      | 유창혁 九단     | 서능욱 九단 | 목진석 五단 | 목진석 五단 |             | 이창호 九단 (2:0) |
| 이상훈 (大) 六단 |             | 유창혁 九단      | 유창혁 九단     | 서능욱 九단 | 목진석 五단 | 목진석 五단 |             | 이창호 九단 (2:0) |
| 서능욱 九단      |             |                  |                 | 서능욱 九단 | 목진석 五단 | 목진석 五단 |             | 이창호 九단 (2:0) |
| 이창호 九단      |             |                  |                 |             |             | 목진석 五단 |             | 이창호 九단 (2:0) |

## 대국 결과
- 굵은 글씨는 대국 결과 중에서 공배를 메워 계가한 것을 기준으로 한다

### 예선
| 대진          | 연도   | 대국일자  | 승자        | 패자              | 결과 | 기보 |
| ------------- | ------ | --------- | ----------- | ----------------- | ---- | ---- |
| 2차예선 1회전 | 2000년 | 12월 20일 | 서봉수 九단 | 정대상 八단       |      |      |
| 2차예선 2회전 | 2000년 | 12월 23일 | 서능욱 九단 | 이동규 八단       |      |      |
| 2차예선 2회전 | 2001년 | 1월 3일   | 서봉수 九단 | 이현욱 三단       |      |      |
| 2차예선 결승  | 2000년 | 12월 28일 | 이세돌 三단 | 루이나이웨이 九단 |      |      |
| 2차예선 결승  | 2000년 | 12월 28일 | 최명훈 七단 | 김석흥 二단       |      |      |
| 2차예선 결승  | 2001년 | 1월 3일   | 서봉수 九단 | 양상국 八단       |      |      |

### 본선
| 대진        | 연도   | 대국일자  | 승자            | 패자            | 결과              | 기보 |
| ----------- | ------ | --------- | --------------- | --------------- | ----------------- | ---- |
| 승자 1회전  | 2001년 | 1월 3일   | 안영길 三단     | 윤성현 七단     | 208수 백 불계승   |      |
| 승자 1회전  | 2001년 | 1월 3일   | 서능욱 九단     | 안달훈 四단     | 281수 흑 반집승   |      |
| 승자 1회전  | 2001년 | 1월 10일  | 최명훈 七단     | 양재호 九단     | 230수 백 불계승   |      |
| 승자 1회전  | 2001년 | 1월 10일  | 안조영 六단     | (故)임창식 七단 | 234수 백 불계승   |      |
| 승자 1회전  | 2001년 | 1월 17일  | 이성재 六단     | 나종훈 四단     | 181수 흑 불계승   |      |
| 승자 1회전  | 2001년 | 1월 17일  | 이재웅 初단     | 한철균 六단     | 263수 백 7집반승  |      |
| 승자 1회전  | 2001년 | 2월 7일   | 김영환 六단     | 김승준 七단     | 290수 흑 3집반승  |      |
| 승자 1회전  | 2001년 | 2월 21일  | 백대현 四단     | 서봉수 九단     | 275수 백 반집승   |      |
| 승자 2회전  | 2001년 | 2월 7일   | 서능욱 九단     | 목진석 五단     | 200수 백 불계승   |      |
| 승자 2회전  | 2001년 | 2월 21일  | 이세돌 三단     | 최명훈 七단     | 167수 흑 불계승   |      |
| 승자 2회전  | 2001년 | 3월 7일   | 이상훈(小) 三단 | 김영환 六단     | 194수 백 불계승   |      |
| 승자 2회전  | 2001년 | 3월 7일   | 안조영 六단     | 유창혁 九단     | 230수 백 4집반승  |      |
| 승자 2회전  | 2001년 | 3월 16일  | 이재웅 初단     | 박지은 三단     | 194수 백 불계승   |      |
| 승자 2회전  | 2001년 | 3월 16일  | 이상훈(大) 六단 | 안영길 三단     | 188수 백 불계승   |      |
| 승자 2회전  | 2001년 | 4월 4일   | 백대현 四단     | 조한승 四단     | 320수 흑 1집반승  |      |
| 승자 2회전  | 2001년 | 4월 4일   | 이창호 九단     | 이성재 六단     | 205수 흑 불계승   |      |
| 패자 1회전  | 2001년 | 4월 18일  | 김영환 六단     | 박지은 三단     | 161수 흑 불계승   |      |
| 패자 1회전  | 2001년 | 4월 18일  | 목진석 五단     | 안영길 四단     | 185수 흑 불계승   |      |
| 패자 1회전  | 2001년 | 4월 20일  | 유창혁 九단     | 이성재 六단     | 129수 흑 불계승   |      |
| 패자 1회전  | 2001년 | 4월 20일  | 조한승 四단     | 최명훈 七단     | 175수 흑 불계승   |      |
| 승자 3회전  | 2001년 | 5월 30일  | 이상훈(小) 三단 | 이상훈(大) 六단 | 312수 흑 12집반승 |      |
| 승자 3회전  | 2001년 | 5월 30일  | 이창호 九단     | 백대현 四단     | 234수 흑 4집반승  |      |
| 승자 3회전  | 2001년 | 6월 13일  | 이세돌 三단     | 안조영 六단     | 180수 백 불계승   |      |
| 승자 3회전  | 2001년 | 6월 13일  | 서능욱 九단     | 이재웅 初단     | 224수 백 불계승   |      |
| 승자 준결승 | 2001년 | 7월 20일  | 이세돌 三단     | 이상훈(小) 三단 | 250수 백 2집반승  |      |
| 승자 준결승 | 2001년 | 8월 1일   | 이창호 九단     | 서능욱 九단     | 268수 흑 1집반승  |      |
| 패자 2회전  | 2001년 | 6월 22일  | 안조영 六단     | 김영환 六단     | 322수 흑 4집반승  |      |
| 패자 2회전  | 2001년 | 8월 1일   | 조한승 四단     | 이재웅 初단     | 270수 흑 7집반승  |      |
| 패자 2회전  | 2001년 | 6월 29일  | 목진석 五단     | 백대현 四단     | 181수 흑 불계승   |      |
| 패자 2회전  | 2001년 | 8월 1일   | 유창혁 九단     | 이상훈(大) 六단 | 222수 백 불계승   |      |
| 패자 3회전  | 2001년 | 7월 20일  | 목진석 五단     | 안조영 六단     | 197수 흑 불계승   |      |
| 패자 3회전  | 2001년 | 8월 1일   | 유창혁 九단     | 조한승 四단     | 162수 백 불계승   |      |
| 패자 4회전  | 2001년 | 9월 12일  | 서능욱 九단     | 유창혁 九단     | 230수 흑 7집반승  |      |
| 패자 4회전  | 2001년 | 9월 12일  | 목진석 五단     | 이상훈(小) 三단 | 254수 흑 5집반승  |      |
| 승자 결승   | 2001년 | 9월 26일  | 이세돌 三단     | 이창호 九단     | 225수 흑 불계승   |      |
| 패자 준결승 | 2001년 | 9월 26일  | 목진석 六단     | 서능욱 九단     | 231수 흑 불계승   |      |
| 패자 결승   | 2001년 | 10월 19일 | 이창호 九단     | 목진석 九단     | 207수 흑 불계승   |      |
| 결승 1국    | 2001년 | 10월 19일 | 이창호 九단     | 이세돌 三단     | 116수 백 불계승   |      |
| 결승 2국    | 2001년 | 11월 23일 | 이창호 九단     | 이세돌 三단     | 221수 흑 불계승   |      |
| 결승 3국    | 2001년 | 11월 23일 |                 |                 |                   |      |

## TV 중계
- 녹화대국으로 1월 7일 ~ 7월 29일까지 매주 일요일 오전 9시 ~ 10시 30분, 8월 4일 ~ 12월까지 토요일 밤 1시 ~ 2시 30분에 방송되었다.  대국순으로 대국일정으로 이후 녹화방송으로 방송일의 방송시간이 변경되었다. 진행은 남치형 初단, 노영하 九단 해설로 진행하였다. 결승 2국(최종국) 끝난 후 시상식에는 이성민 아나운서가 진행했으나 시상에는 KBS뉴미디어본부장 김인규(前 KBS 사장)가 맡았고, 인터뷰(우승자,준우승자)의 소감만 밝혔다.

## 특이 사항
- 이창호 九단 통산 5회 우승, 이세돌 三단의 준우승, 이창호 - 이세돌의 대결
- 우승자와 준우승자에게는 2002년 5월 중국 베이징에서 열리는 14회 TV 바둑 아시아 선수권대회에 출전 자격을 얻게 되었다.